# Бліндія
Бліндія (Blindia) — рід мохів підкласу Dicranidae.

## Види
Рід містить 20 видів із космополітичним поширенням.